# Jelena Veljača
Jelena Veljača (Zagreb, 23. travnja 1981.), hrvatska filmska, televizijska i kazališna glumica, kolumnistica, feministkinja i aktivistkinja. Jedna od osnivačica inicijative Spasi me koja se bori protiv obiteljskog i rodno uvjetovanog nasilja.

## Životopis

### Karijera
Kao dijete bila je članica Dramskog studija Male scene. Pohađala IV. gimnaziju u Zagrebu te nakon mature upisala Akademiju dramske umjetnosti. Završila je Akademiju dramske umjetnosti 2006., a najpoznatija je po ulogama u domaćim telenovelama "Ljubav u zaleđu" i "Villa Maria". Nastupala je i u pilotu za humorističnu seriju "Veliki odmor", koja nikad nije vidjela svjetlo dana, te je nastupala i u 1. sezoni hrvatske kriminalističke serije "Urota". Osim u glumi okušala se i u pisanju scenarija te je napisala scenarije za hrvatske telenovele "Obični ljudi", "Larin izbor", "Ponos Ratkajevih", "Stella", "Zora dubrovačka", "Zakon ljubavi" i "Prava žena". Surađuje s kazalištem Mala scena.
Piše kolumne za Jutarnji list.

### Privatni život
Bila je u ljubavnoj vezi s producentom i vlasnikom producentske kuće AVA, Romanom Majetićem. Od 2009. do 2012. bila je u braku s glumcem Jankom Popovićem Volarićem.
Od 2015. do 2018. bila je u braku s glumcem Draženom Čučekom s kojim ima dijete. Godine 2019. bila je u braku s Davorom Perićem.   
Od 2021. u braku je s Vitom Turšićem.

## Filmografija

### Televizijske uloge
- "Villa Maria" kao Dora Jurak (2004. – 2005.)
- "Ljubav u zaleđu" kao Maja Župan (2005. – 2006.)
- "Urota" kao Dijana Supilo (2007. – 2008.)
- "Instruktor" kao Ljubica (2010.)

### Filmske uloge
- "Veliki odmor" kao Koraljka Petraš (2000.)
- "Ta tvoja ruka mala" (2009.)

### Kazališne uloge
- 2014. Tom Stoppard: Prava stvar, režija: Ivica Šimić, Kazalište Mala scena
- 2005. Ivan Vidić: Groznica, režija: Joško Ševo, KUFER
- 2004. Damir Zlatar Frey: Tirza ili slast na ustima šumskog demona, režija: Damir Zlatar Frey, Gradsko dramsko kazalište Gavella

### Sinkronizacija
- "Priča o igračkama 3" kao Barbie (2010.)

### Scenaristica
- "Obični ljudi" (2006. – 2007.)
- "Ponos Ratkajevih" (2007. – 2008.)
- "Zakon ljubavi" (2008.)
- "Larin izbor" (2011. – 2013.)
- "Larin izbor: Izgubljeni princ" (2012.)
- "Stella" (2013.)
- "Zora dubrovačka" (2013.)
- "Prava žena" (2016. – 2017.)
- "Pogrešan čovjek"(2018.)

### Producentica
- "Larin izbor" (2011.)
- "Prava žena" (2016.)

## Vanjske poveznice
- Jelena Veljača u internetskoj bazi filmova IMDb-u (engl.)
- Jelena Veljača, Kazalište Mala scena Zagreb  Arhivirana inačica izvorne stranice od 25. prosinca 2015. (Wayback Machine)